# UNECE's agurkenorm
UNECE's agurkenorm er den standard for agurkers krumning, der gælder i Danmark. Den er fastsat af FN's Økonomiske Kommission for Europa, UNECE.
Regulativet bliver hyppigt omtalt i den offentlige debat med henvisning til EU's mange reguleringer.
Allerede i 1942 vedtog Københavns Borgerrepræsentation regler om agurkers krumning. Agurker med "normal" krumning kunne således kalde sig kvalitet I. Agurker med en "mindre afvigende" krumning måtte kaldes kvalitet II.
FN's første kvalitetsnorm for agurker er fra 1949, og normen er tiltrådt af EU i 1964.

## Klasser
Ekstra-klasse
Agurker i denne klasse skal være af fremragende kvalitet og må højst krumme 1 cm pr. 10 cm.
Klasse I
Agurker i denne klasse skal være af god kvalitet og må højst krumme 1 cm pr. 10 cm.
Klasse II
Agurker i denne klasse skal overholde minimumskravene for agurker, men må krumme op til 2 cm pr. 10 cm.